# Ali Skovbye
Alissa "Ali" Skovbye, född 16 maj 2002 i Vancouver, är en kanadensisk skådespelare.
Skovbye gjorde sin långfilmsdebut som sexåring i Personal Effects (2019) med bland andra Michelle Pfeiffer och Ashton Kutcher. Hon har senare medverkat bland annat i TV-serierna The Gourmet Detective (2015–2020) och Vad som än händer (2021–2023). Hon har även medverkat i filmen Breakthrough från 2019.
Ali Skovbye är lillasyster till skådespelerskan Tiera Skovbye (född 1995).

## Filmografi (i urval)
- 2015–2020: The Gourmet Detective
- 2019: Breakthrough
- 2021–2023: Vad som än händer